# Dinotoperla parabrevipennis
Dinotoperla parabrevipennis är en bäcksländeart som beskrevs av Günther Theischinger 1982. Dinotoperla parabrevipennis ingår i släktet Dinotoperla och familjen Gripopterygidae. Inga underarter finns listade i Catalogue of Life.